# Marmyży (rejon kurczatowski)
Marmyży (ros. Мармыжи) – wieś (ros. село, trb. sieło) w zachodniej Rosji, w sielsowiecie kostielcewskim rejonu kurczatowskiego w obwodzie kurskim.

## Geografia
Miejscowość położona jest 5 km od centrum administracyjnego sielsowietu kostielcewskiego (Kostielcewo), 20 km od centrum administracyjnego rejonu (Kurczatow), 49 km od Kurska.
W granicach miejscowości znajdują się ulice: Wygon, Łużok, Misiniewka, Nowosiołowka, Riazanowo, Chutorok.

## Demografia
W 2010 r. miejscowość zamieszkiwało 115 osób.